# Martin Fillo
Martin Fillo (* 7. února 1986 Planá, Československo) je český fotbalový záložník, od července 2023 hráč klubu TJ Jiskra Domažlice. Mimo Česko působil na klubové úrovni v Norsku a Anglii.

## Klubová kariéra
Začínal v Sokole Košutka, kde byl od svých pěti let. Od osmi let pak hrál v klubu SK Plzeň 1894, ale už od svých deseti let působil v klubu FC Viktoria Plzeň.

### FC Viktoria Plzeň
V lize debutoval v osmnácti letech na jaře 2004 pod trenérem Františkem Ciprem. V lednu 2005 ho zkoušela AC Sparta Praha. Uspěl, ale protože neměl jistotu, že bude pravidelně hrát, zůstal raději ve Viktorii Plzeň. Celkem za první mužstvo odehrál 105 střetnutí, ve kterých vstřelil 25 branek.

### Viking Stavanger
V lednu 2008 odešel do norského klubu Viking Stavanger, kde strávil dvě sezóny. Během nich odehrál celkem 65 střetnutí, v nichž vsítil 14 gólů.

### FC Viktoria Plzeň (návrat)
V roce 2011 se vrátil zpět do Plzně, kde podepsal tří a půlletý kontrakt. 22. července 2011 nastoupil k zápasu o český Superpohár, který Plzeň na domácím stadionu vyhrála nad Mladou Boleslaví až na pokutové kopy 4:2 (po 90 minutách byl stav 1:1, prodloužení se v tomto utkání nehraje). Ačkoli neproměnil v penaltovém rozstřelu pokutový kop, mohl slavit vítězství svého týmu. V Plzni se na hřiště se dostával jen sporadicky. V zimě 2012 se vrátil zpět do Plzně, kde se pokusil poprat o místo v sestavě. Nenastupoval pravidelně, ale v sezóně 2012/13 Gambrinus ligy získal s Plzní ligový titul. 14. února 2013 v jarní vyřazovací části Evropské ligy 2012/13 nastoupil v 85. minutě šestnáctifinále proti domácímu italskému mužstvu SSC Neapol a byl autorem gólové přihrávky na útočníka Stanislava Tecla, který ji proměnil. Plzeň zvítězila v Neapoli 3:0. Hrál i o týden později v domácí odvetě, kterou Plzeň opanovala poměrem 2:0 a postoupila do osmifinále. Do zápasu nastoupil v průběhu druhého poločasu. V osmifinále zasáhl do domácího utkání proti tureckému celku Fenerbahçe Istanbul, Plzeň poprvé v tomto ročníku Evropské ligy prohrála doma (0:1). Střídal i 14. března v odvetě v Istanbulu, Viktoria remizovala 1:1 a vypadla z Evropské ligy. Celkem za klub odehrál 33 zápasů, ve kterých se gólově neprosadil.

### FK Mladá Boleslav (hostování)
V lednu 2012 odešel na půlroční hostování za Václava Procházku do FK Mladá Boleslav. Dohromady 2x ve 13 utkáních rozvlnil síť.

### FK Mladá Boleslav (druhé hostování)
V květnu 2012 se vrátil z hostování zpět do Plzně, ale vzhledem k nabitému kádru mistrovského klubu se do Mladé Boleslavi vrátil hostovat 21. září. Hostování platilo do 31. prosince 2012. Do základní sestavy se nepropracoval, nastupoval většinou jen v závěrech zápasů a odehrál pouze 8 utkání, ve kterých branku nevstřelil.

### Brentford FC (hostování)
V červenci 2013 zamířil na roční hostování do třetiligového anglického klubu Brentford FC. Během roku nastoupil k 7 střetnutím, ve kterých se gólově neprosadil. S týmem v sezoně 2013/14 postoupil do druhé nejvyšší soutěže.

### 1. FK Příbram (hostování)
Před ročníkem 2014/15 odešel na hostování do 1. FK Příbram. V klubu strávil jednu sezonu. Během této doby odehrál 24 ligových utkání, v nichž vsítil dva góly.

### FK Teplice
V létě 2015 Plzeň po skončení smlouvy definitivně opustil a zamířil do FK Teplice, kde podepsal smlouvu na tři roky. V Teplicích měl raketový start, během 8 kol nasázel 6 branek. Vypracoval se zde mezi nejlépe hodnocené hráče ligy.

### FC Baník Ostrava
V prosinci 2017 přestoupil do FC Baník Ostrava poté, co FK Teplice nevyšly vstříc jeho finančním požadavkům. Za 3,5 let odehrál 107 ligových zápasů a 8 v MOL Cupu.

### FC Fastav Zlín
Od července 2021 do července 2023 hrál za FC Fastav Zlín.

### TJ Jiskra Domažlice
Po konci profesionální kariéry přestoupil v létě 2023 do třetiligové TJ Jiskry Domažlice.

## Reprezentační kariéra
S českou reprezentací do 21 let se zúčastnil Mistrovství Evropy v roce 2007, kde ČR skončila po zápasech s Anglií (0:0), Srbskem (prohra 0:1) a Itálií (prohra 1:3) se ziskem 1 bodu na poslední čtvrté příčce základní skupiny B.